# Säterbo församling
Säterbo församling var en församling i Strängnäs stift och i Arboga kommun i Västmanlands län. Församlingen uppgick 1947 i Arboga stadsförsamling.

## Administrativ historik
Församlingen har medeltida ursprung och var till 1947 annexförsamling i pastoratet Arboga stadsförsamling, Arboga landsförsamling och Säterbo. Församlingen uppgick 1947 i Arboga stadsförsamling och Arboga landsförsamling.

## Organister
| Ämbetstid | Namn                    | Levnadstid | Övrigt    |
| --------- | ----------------------- | ---------- | --------- |
| 1854-1860 | Per Gustaf Falk         | 1831-      | Organist  |
| 1862-1892 | Johan Erik Eriksson     | 1832-      | Organist. |
| 1892-1897 | Johan Konrad Parme      | 1868-      | Organist. |
| 1898-1905 | Knut Kalin              | 1869-      | Organist. |
| 1905-1930 | Olle Bernhard Hernqvist | 1870-      | Organist. |
| 1930-1957 | Erik Gottfrid Lönnberg  | 1901-      | Organist. |

## Kyrkor
- Säterbo kyrka